# مولي عريضة النقط
مولي عريضة النقط (الاسم العلمي:Poecilia latipunctata) (بالإنجليزية: broadspotted molly )‏ هو نوع من الأسماك يتبع جنس المولي من فصيلة البكيلليات.